# 仄費羅斯
仄費羅斯也写作澤菲羅斯， 澤菲爾，齊菲兒，是希腊神话中的西风之神。与其他三位风神（東風之神－艾乌洛斯，北風之神－波雷阿斯和南風之神－诺托斯）一样，都是提坦阿斯特赖俄斯和黎明女神艾奥斯之子。

## 神話
澤菲羅斯他是風神"阿涅默伊"(Anemoi)人之一，並掌管春天之西風。 他的配偶是花女神克洛莉絲，他對雅辛托斯有爱情，但又嫉妒雅辛托斯與音樂之神阿婆隆的戀情，於是吹響了雅辛托斯扔回給他的一張唱片，殺死了他。

## 脚注
1. ↑  宋碧雲. . 台北: 志文出版社. 1988年.

## 资料来源
- 《世界神话辞典》，辽宁人民出版社，ISBN 7-205-00960-X